# Voices (Vangelis)
Voices è il quattordicesimo album in studio del musicista greco Vangelis, pubblicato nel 1995 dalla Eastwest Records per il mercato europeo e dalla Atlantic Records per quello americano.

## Descrizione
L'album è la trentesima pubblicazione discografica ufficiale tra album, colonne sonore e compilations. L'artista greco è anche il produttore e, come di consueto, l'arrangiatore dell'album. Come suggerito dal titolo, Voices è principalmente una ricerca sull'uso delle voci e vanta la collaborazione come cantanti di tre artisti noti: Caroline Lavelle (nella traccia Come to Me dove suona anche il violoncello), Stina Nordenstam (in Ask The Mountains) e Paul Young (in Losing Sleep). Numerosi brani del Cd sono stati utilizzati per scopi commerciali (musiche per spot pubblicitari) o in telefilm e documentari.

### Le tracce
La title track è una composizione che sembra riprendere la tradizione corale greca ed è caratterizzata dalla predominanza del ritmo (unico brano in tutto il disco) e dalla partecipazione della compagnia dell'Opera di Atene; il tema melodico prosegue in Echoes, che può essere considerato una sorta di reprise della traccia precedente (anche per la presenza delle voci, questa volta modificate elettronicamente).
In Come to Me protagonista è Caroline Lavelle, che oltre a cantare ed essere autrice dei testi, suona anche il violoncello e partecipa all'arrangiamento del brano, che risulta avere sonorità classificabili tra il folk celtico e la new Age. Segue P.S., breve reprise del tema di Voices.
Ask the Mountains è uno dei due brani più noti, a causa del suo utilizzo negli spot HotpointAriston. Dalle sonorità new age, la sua costruzione è molto semplice, con un ritmo appena accennato, gli effetti sonori (alcuni a ricordare la natura, come l'ululare di un lupo a inizio brano o il fruscio delle foglie mosse dal vento in sottofondo), la melodia di una tastiera e la voce di Stina Nordenstam, che è anche l'autrice del testo.
In Prelude un'appena udibile voce accompagna la melodia di un pianoforte, ed il tema viene poi ripreso in Losing Sleep (Still, my Heart) dove a prestare la voce, anche se in maniera molto diversa dal suo tipico stile, è Paul Young. La melodia è eseguita, come nel brano precedente, con un pianoforte ed accompagnata da un ritmo, più marcato rispetto ai brani precedenti (escluso Voices). In alcuni punti di Prelude e di Losing Sleep (Still, my Heart), la melodia del pianoforte ricalca quella del brano La Serenissima dei Rondò Veneziano.
Messages è l'altro brano noto ai più, per il suo uso come sigla della trasmissione Geo & Geo. Qui sono le voci sintetiche (generate elettronicamente) ad essere protagoniste, poiché la composizione si basa quasi interamente sulla sovrapposizione di varie linee di queste, accompagnate soltanto da un sintetizzatore che suona inizialmente la melodia principale. Anche il ritmo del brano è scandito da un coro di voci.
Il finale, Dream in an Open Place, è l'unico brano interamente strumentale, eseguito da un pianoforte in sottofondo, con un sintetizzatore ad eseguire la melodia principale.

## Tracce
1. Voices – 7:00
2. Echoes – 8:20
3. Come to Me (Vangelis with Caroline Lavelle) – 4:40
4. P.S. – 2:05
5. Ask the Mountains (Vangelis with Stina Nordenstam) – 7:55
6. Prelude – 4:24
7. Losing Sleep (Still, My Heart) (Vangelis with Paul Young) – 6:41
8. Messages – 7:30
9. Dream in an Open Place – 5:50

## Musicisti
- Vangelis: musica, testi, produzione, arrangiamenti
- Caroline Lavelle: testo, voce e violoncello in Come to Me
- Stina Nordenstam: testo e voce in Ask The Mountains
- Paul Young: testo e voce in Losing Sleep (Still, My Heart)
- Compagnia dell'Opera di Atene: voci in Voices

## Classifiche di vendita
| Classifica (1995) | Posizione |
| ----------------- | --------- |
| Austria           | 6         |
| Svizzera          | 7         |
| Germania          | 24        |
| Norvegia          | 25        |
| Paesi Bassi       | 36        |
| Svezia            | 50        |
| Regno Unito       | 58        |